# Almiruete
Almiruete es una localidad española perteneciente al municipio guadalajareño de Tamajón, en la comunidad autónoma de Castilla-La Mancha.

## Geografía
Se encuentra situado en la sierra de Ayllón, en la falda sur de la peña del Reloj, subsidiario del pico Ocejón, a 1087 m de altitud sobre el nivel del mar, protegido por formaciones rocosas de cuarcitas y pizarras. Está ubicado en el noroeste de la provincia de Guadalajara.
En la zona se encuentran las hoces del río Sorbe, con el azud Pozo de los Ramos y sabinares.

## Historia
La repoblación en el siglo XIII se realizó con campesinado de la zona de los picos de Urbión y de la sierra de la Demanda, que se mezcló con la población autóctona. Durante la Edad Media formó parte de la comunidad de villa y tierra de Ayllón.
A mediados del siglo XIX, el lugar, por entonces con ayuntamiento propio, contaba con una población censada de 195 habitantes. La localidad aparece descrita en el segundo volumen del Diccionario geográfico-estadístico-histórico de España y sus posesiones de Ultramar de Pascual Madoz de la siguiente manera:

ALMIRUETE: l. con ayunt. de la prov. y adm. de rent, de Guadalajara (8 leg.), part. jud. de Cogolludo (3), aud. terr. y c. g. de Madrid (15), dióc. de Toledo (27): sit. en terreno desigual al S. del cerro y elevada montaña de Ocejon, está defendido del aire N.; goza de clima templado y sano, y solo se padecen algunos reumas y tercianas: tiene 62 casas de mediana construccion, distribuidas en calles de piso irregular, con casa de ayunt., pósito y escuela de primeras letras, dotada con 12 fan. de grano, á la que asisten 20 niños: hay una fuente en medio del pueblo, construida de piedra silleria; sus buenas aguas surten lo bastante al vecindario: la igl. parr. titular de la Asuncion de Ntra. Sra., está servida por un cura de provision ordinaria; es un edificio regular, sit. á la estremidad N. del pueblo; y á cosa de 3,000 pasos al O., se halla una ermita titulada de la Soledad, que está en el día medio arruinada, é inmediato á ella el cementerio que fue construido en el año 1834: confina el térm. por N. con el de Valverde; E. Palancares; S. Tamajon , y O. Campillo de Ranas; cuyos pueblos dist. 2 leg. el primero y último, y una los demas: comprende un monte hueco de encina al lado del Tamajon, otro de roble á la parte de Valverde y Palancares, y le cruza también el r. Sorbe de N. á S.: el terreno es áspero, montuoso y de sierra, por cuya razon abunda en manantiales de aguas esquisitas, y es de poco prod.: los caminos locales y en mal estado: el correo se recibe en Cogolludo por medio de un vec., á quien se comisiona: prod. poco trigo, centeno y algunas legumbres: se mantiene ganado lanar, entre-fino y basto, cabrio, vacuno y mular, todo con escasez: ind.: un molino harinero, carboneras, corte y conduccion de maderas, de las que construyen algunas piezas para coches y carros: pobl., 42 vec., 195 alm.: cap. prod.: 1.032,200 rs.: imp.: 53,200: contr.: 2,328 rs. 8 mrs. vn.: presupuesto municipal; 700 rs., del que se pagan 500 al secretario por su dotacion, y se cubre con el prod. de los pocos propios que hay.
(Madoz, 1845, p. 157)

Su población alcanzó su apogeo en 1881 con 328 habitantes. El municipio de Almiruete desapareció en 1970, al ser incorporado, junto con los de Muriel y Palancares, al de Tamajón cuando sólo contaba con cinco vecinos. Si bien está muy reconstruido, Almiruete aún conserva su fisonomía de siempre y es un ejemplo de la arquitectura negra y de la arquitectura dorada.

## Demografía
| Gráfica de evolución demográfica de Almiruete entre 1842 y 1960 |
| |
| Población de derecho según los censos de población del INE Población de hecho según los censos de población del INEEntre el censo de 1970 y el anterior, este municipio desaparece porque se integra en el municipio Tamajón |

## Patrimonio

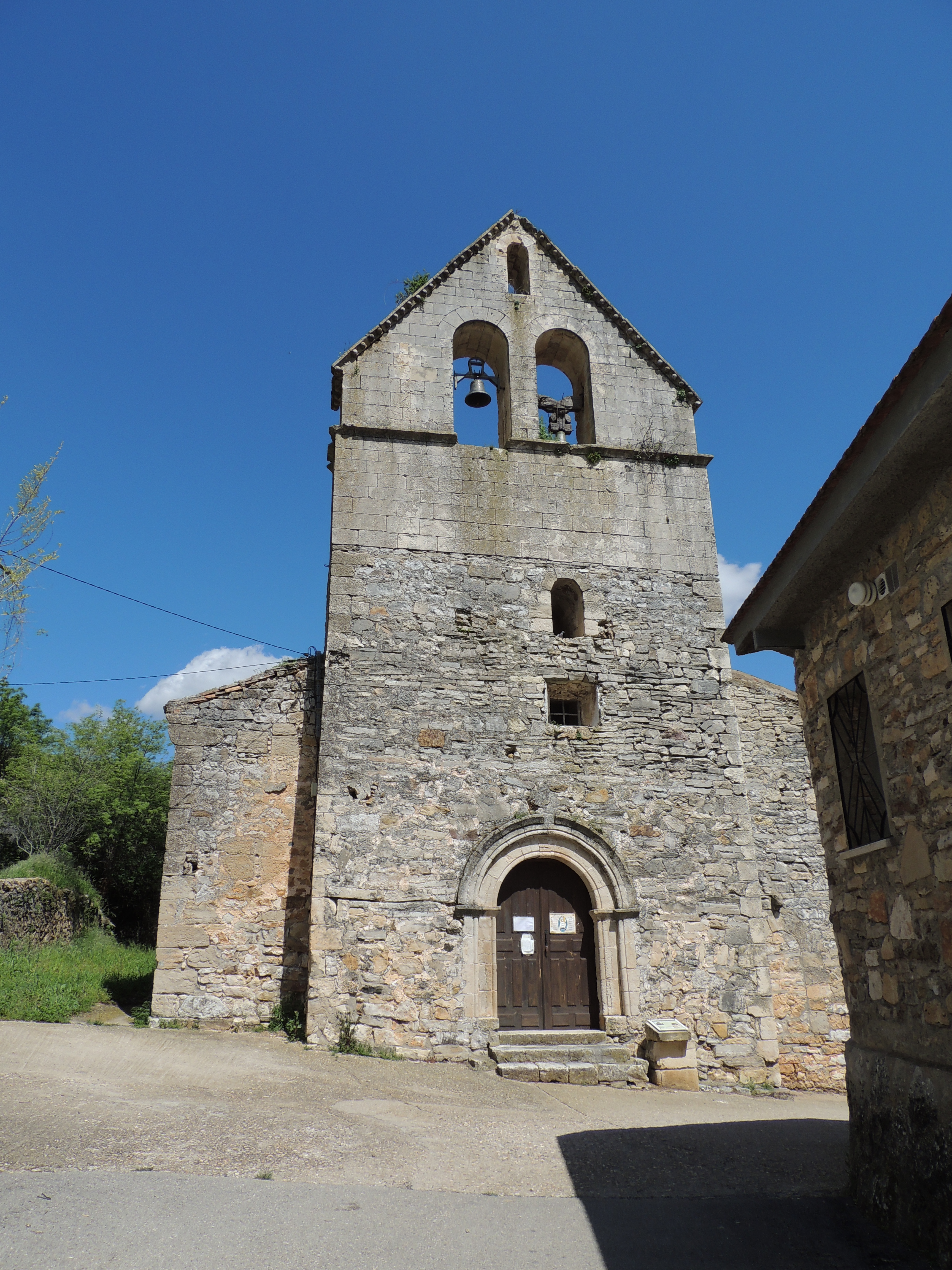
Iglesia de Nuestra Señora de la Asunción

El urbanismo de la localidad está basada en la arquitectura negra propia de la zona. Sobre la base de ella están construidos todos sus edificios, entre los que se encuentra la iglesia de la Asunción de Nuestra Señora, de estilo románico.

## Fiestas

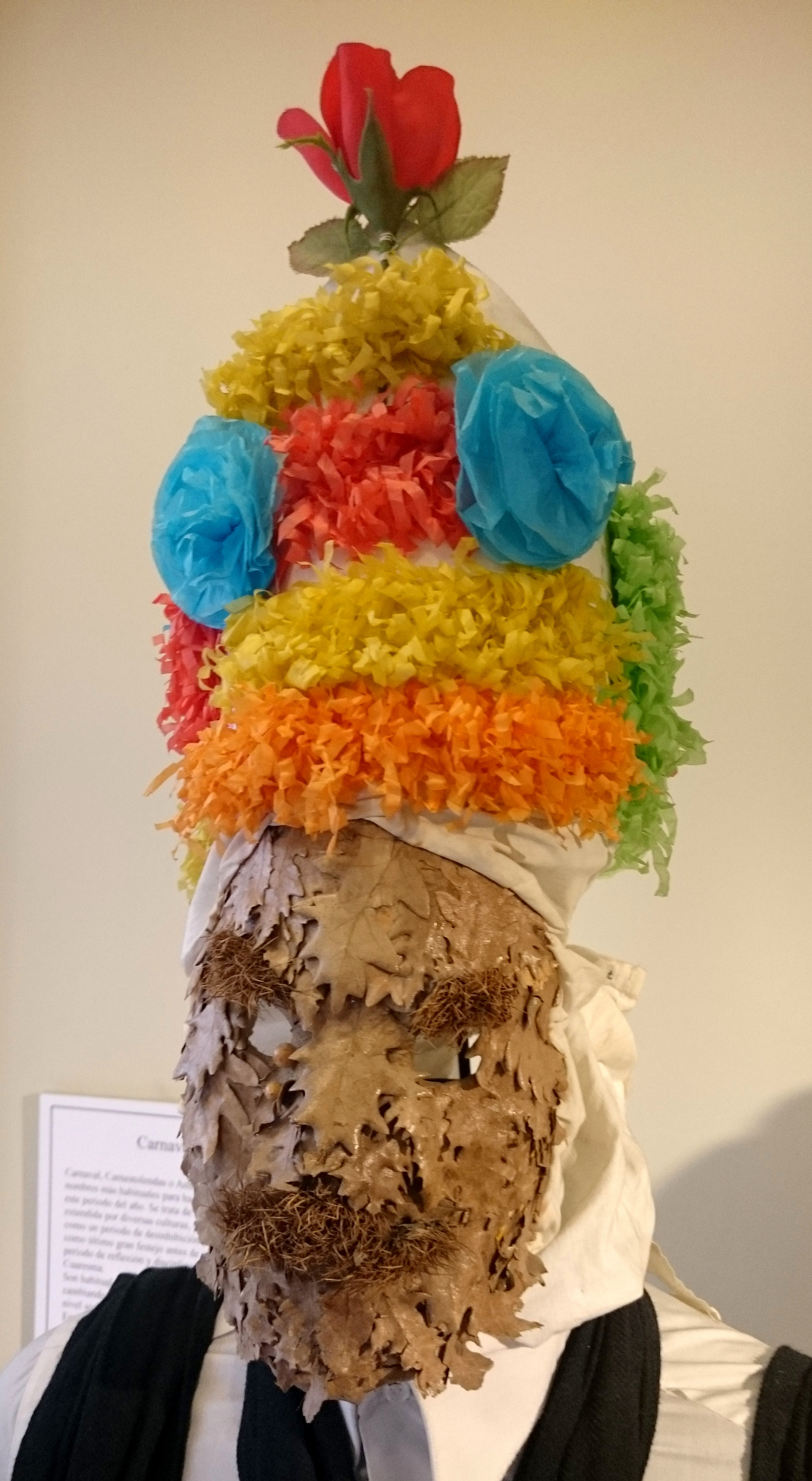
Máscara de botarga

Se ha recuperado la fiesta de botargas y mascaritas, que se celebran el sábado de carnaval, y se ha creado un pequeño museo que conserva máscaras y atuendos de varios siglos. Las fiestas patronales son último domingo de julio.